# Hvis jeg vender mig om - en film om håb
Hvis jeg vender mig om - en film om håb er en svensk dramafilm fra 2003 skrevet og instrueret af Björn Runge. Filmen har blandt andre Pernilla August, Jakob Eklund og Leif Andrée i hovedrollerne.

## Handling
"Hvis jeg vender mig om" består af tre episoder, der udspilles parallelt under en lang nats rejse mod dag. Filmen skildrer 3 familier som oplever den længste og vigtigste nat i deres liv. De bliver spundet ind i løgne og selvbedrag, men møder også tilgivelse og muligheden for at starte på en frisk. Det er en fortælling om mennesker i forandring, og om kærlighed der er større end had.

## Medvirkende (i udvalg)
- Pernilla August som Agnes
- Jakob Eklund som Rickard
- Leif Andrée som Mats
- Marie Richardson som Sofie
- Ann Petrén som Anita
- Peter Andersson som Olof
- Magnus Krepper som Anders
- Ingvar Hirdwall som Knut
- Marika Lindström som Mona